# Tomasz Mamiński
Tomasz Zdzisław Mamiński (ur. 9 lipca 1943 w Puławach) – polski polityk, działacz związkowy, poseł na Sejm IV kadencji.

## Życiorys
Ukończył w 1980 studia na Wydziale Nauk Społecznych Wyższej Szkoły Nauk Społecznych przy KC PZPR w Warszawie. Ukończył też studia podyplomowe z zakresu służby zagranicznej na tej uczelni. Od 1968 do 1981 był członkiem Polskiej Zjednoczonej Partii Robotniczej. W latach 60. pracował jako instruktor BHP. Od 1972 do 1980 zasiadał w zarządzie głównym Związku Zawodowego Pracowników Spółdzielczości Pracy. Następnie pełnił funkcję dyrektora w biurze zarządu Branżowych Związków Zawodowych. W latach 1982–1983 był rzecznikiem NOT. Od 1983 prowadzi własną działalność gospodarczą, w tym indywidualne gospodarstwo rolne.
Bez powodzenia kandydował z listy Krajowej Partii Emerytów i Rencistów do Sejmu w wyborach parlamentarnych w 1997. W 1998 objął w niej przewodnictwo. W wyborach samorządowych w tym samym roku bezskutecznie ubiegał się o mandat radnego Rady m.st. Warszawy z listy koalicji Przymierze Społeczne. W 2001 uzyskał mandat poselski z okręgu rybnickiego z listy koalicji SLD-UP. W tym samym roku w restauracji miał krzyknąć do austriackiego dziennikarza nazistowskim pozdrowieniem Heil Hitler. W 2002 poparł kandydata PO na prezydenta Warszawy Andrzeja Olechowskiego, wkrótce opuścił klub parlamentarny SLD. Współpracował m.in. z Romanem Jagielińskim i Mariuszem Łapińskim w ramach Federacyjnego Klubu Parlamentarnego. W 2004 kandydował ze wspólnej listy KPEiR-PLD do Parlamentu Europejskiego. Później został posłem niezrzeszonym. W 2005 nie ubiegał się o reelekcję. Był członkiem komitetu wyborczego Andrzeja Leppera jako kandydata w wyborach prezydenckich w 2005, jednak ostatecznie wycofał się z tej współpracy. Z funkcji przewodniczącego KPEiR zrezygnował w 2012, powrócił na nią w 2014.